# باب اینزوورث
باب اینزوورث (انگلیسی: Bob Ainsworth؛ زادهٔ ۱۹ ژوئن ۱۹۵۲) سیاست‌مدار اهل بریتانیا است.
وی از سال ۲۰۰۹ تا ۲۰۱۰ وزیر دفاع بریتانیا و از سال ۱۹۹۲ تا ۲۰۱۵ نماینده مجلس بریتانیا بوده است.